# Bria
Bria är en prefekturhuvudort i Centralafrikanska republiken.   Den ligger i prefekturen Haute-Kotto, i den centrala delen av landet, 400 km nordost om huvudstaden Bangui. Bria ligger 572 meter över havet och antalet invånare är 29 027.
Terrängen runt Bria är huvudsakligen platt. Bria ligger nere i en dal. Det finns inga andra samhällen i närheten. 
I omgivningarna runt Bria växer huvudsakligen savannskog. Runt Bria är det mycket glesbefolkat, med 3 invånare per kvadratkilometer.